# Alfonz Kernc
Alfonz Kernc - Tone, slovenski partizan, politik in profesor romanskih jezikov, * 24. julij 1915, Žužemberk, † ?.
V NOV in POS je vstopil v 9. septembra 1943. Kot pripadnik 12. slovenske narodnoosvobodilne brigade je bil eden izmed odposlancev, ki so se udeležili Zbora odposlancev slovenskega naroda v Kočevju.